# Mellandammen (Habo socken, Västergötland)
Mellandammen är en sjö i Habo kommun i Västergötland och ingår i Motala ströms huvudavrinningsområde. Sjön har en area på 0,0664 kvadratkilometer och ligger 237,6 meter över havet. Sjön avvattnas av vattendraget Knipån.

## Delavrinningsområde
Mellandammen ingår i det delavrinningsområde (642571-139406) som SMHI kallar för Mynnar i Vättern. Medelhöjden är 225 meter över havet och ytan är 23,69 kvadratkilometer. Det finns ett delavrinningsområde uppströms, och räknas det in blir den ackumulerade arean 52,81 kvadratkilometer. Knipån som avvattnar avrinningsområdet har biflödesordning 2, vilket innebär att vattnet flödar genom totalt 2 vattendrag innan det når havet efter 204 kilometer. Delavrinningsområdet består mestadels av skog (49 %), öppen mark (11 %) och jordbruk (28 %). Avrinningsområdet har 0,27 kvadratkilometer vattenytor vilket ger det en sjöprocent på 1,1 %. Bebyggelsen i området täcker en yta av 0,16 kvadratkilometer eller 1 % av avrinningsområdet.